# Prima ansieae
Prima ansieae is een spinnensoort in de taxonomische indeling van de Hersiliidae.
Het dier behoort tot het geslacht Prima. De wetenschappelijke naam van de soort werd voor het eerst geldig gepubliceerd in 2008 door Foord.